# Božidar Jović
Božidar Jović (Banja Luka, 13. veljače 1972.), hrvatski umirovljeni rukometaš i športski dužnosnik. Rođen je u Bosni i Hercegovini, a većinu djelatne športske karijere proveo je u Hrvatskoj.
Osvajač je zlatne medalje na Olimpijskim igrama u Atlanti 1996. i srebra na Svjetskom prvenstvu na Islandu 1995., te zlata na Svjetskom prvenstvu u Portugalu 2003.
1992. i 1993. godine bio je klupski europski prvak s RK Zagrebom. Za Zagreb je igrao sve do sezone 1999./2000., nekoliko puta igravši u završnici Lige prvaka, a od 2000./01. do 2002./03. igrao je za mađarski Fotex iz Vesprima.
Božidar Jović danas je glavni menadžer Rukometnog kluba Zagreb.